# Leptoseris scabra
Leptoseris scabra là một loài san hô trong họ Agariciidae. Loài này được Vaughan mô tả khoa học năm 1907.

## Hình ảnh

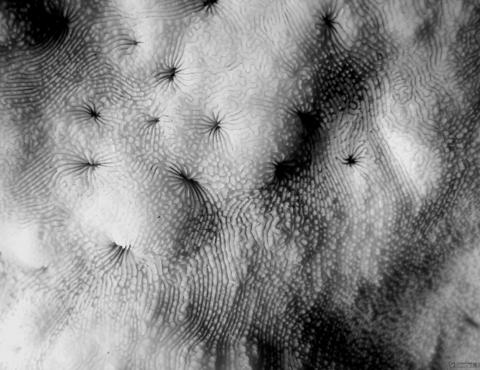
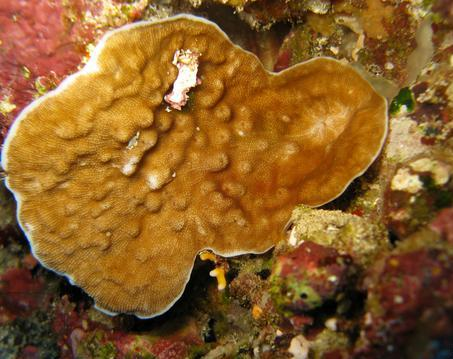
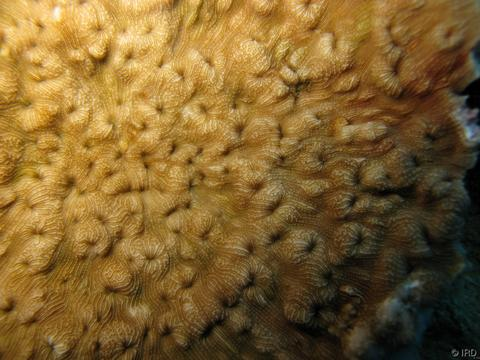